# 악티니스쿠스과
악티니스쿠스과(Actiniscaceae)는 김노디니움목에 속하는 와편모충류과의 하나이다. 디크로에리스마과(Dicroerismataceae)와 함께 악티니스쿠스목(Actiniscales)으로 분류하기도 한다. 3개 속에 8종을 포함하고 있다.

## 하위 속
- 악티니스쿠스속 (Actiniscus) Ehrenberg, 1841 - 6종
- Diaster - 유일종 D. macrokaryon
- Foliactiniscus - 유일종 F. atlanticus